# Haggerty Hill
Haggerty Hill är en kulle i Antarktis. Den ligger i Östantarktis. Nya Zeeland gör anspråk på området. Toppen på Haggerty Hill är 1 100 meter över havet.
Terrängen runt Haggerty Hill är huvudsakligen kuperad, men söderut är den bergig. Trakten är obefolkad. Det finns inga samhällen i närheten. 